# Gauliga Westfalen
Gauliga Westfalen byla jedna z mnoha skupin Gauligy, nejvyšší fotbalové soutěže na území Německa v letech 1933 – 1945. Gauliga byla vytvořena v roce 1933 na popud nacistického vedení. Pořádala se na území Vestfálska. Vítězové jednotlivých skupin Gauligy postupovali do celostátní soutěže, která trvala necelý měsíc, v níž se kluby utkávaly vyřazovacím způsobem.
Zanikla v roce 1945 po pádu nacistického Německa. Po jeho zániku bylo území Gauligy Westfalen začleněno pod Oberligu West.

## Nejlepší kluby v historii - podle počtu titulů
Zdroj: 
| Vítězové nejvyšší ligové soutěže |        |                                                                  |
| Klub                             | Tituly | Vítězné ročníky                                                  |
| FC Schalke 04                    | 11     | 1934, 1935, 1936, 1937, 1938, 1939, 1940, 1941, 1942, 1943, 1944 |

## Vítězové jednotlivých ročníků
Zdroj: 
| Gauliga Westfalen (1933 – 1945)                                                                          |                    |                                 |                 |
| Ročník                                                                                                   | Vítěz Gauligy      | Umístění v německém mistrovství | Německý mistr   |
| 1933 – 1934                                                                                              | FC Schalke 04 (1)  | Vítěz                           | FC Schalke 04   |
| 1934 – 1935                                                                                              | FC Schalke 04 (2)  | Vítěz                           | FC Schalke 04   |
| 1935 – 1936                                                                                              | FC Schalke 04 (3)  | 3. místo                        | 1. FC Norimberk |
| 1936 – 1937                                                                                              | FC Schalke 04 (4)  | Vítěz                           | FC Schalke 04   |
| 1937 – 1938                                                                                              | FC Schalke 04 (5)  | Finále                          | Hannover 96     |
| 1938 – 1939                                                                                              | FC Schalke 04 (6)  | Vítěz                           | FC Schalke 04   |
| 1939 – 1940                                                                                              | FC Schalke 04 (7)  | Vítěz                           | FC Schalke 04   |
| 1940 – 1941                                                                                              | FC Schalke 04 (8)  | Finále                          | SK Rapid Wien   |
| 1941 – 1942                                                                                              | FC Schalke 04 (9)  | Vítěz                           | FC Schalke 04   |
| 1942 – 1943                                                                                              | FC Schalke 04 (10) | Čtvrtfinále                     | Dresdner SC     |
| 1943 – 1944                                                                                              | FC Schalke 04 (11) | Osmifinále                      | Dresdner SC     |
| • Gauliga byla v sezóně 1944/45 zrušena, a to kvůli přesunutí bojů druhé světové války na území Německa. |                    |                                 |                 |